# Hrand Djevahirdjian
Hrand Djevahirdjian (* 29. März 1880 in Konstantinopel; † 24. November 1947 in Monthey, Schweiz) war ein armenischer Edelsteinschleifer und -händler und Pionier der industriellen Herstellung synthetischer Kristalle.
Sein Vater war Mikael. Hrand Djevahirdjian war Mitglied des Mechitarischen Kollegiums in Venedig und Diamantschleifer und Edelsteinhändler in Paris. Nachdem Auguste Verneuil in den 1890ern den synthetischen Rubin hergestellt und 1902 publiziert hatte, begeisterte sich Djevahirdjian dafür, konnte schon im Folgejahr seine erste Rubinsynthese nach der Verneuilmethode realisieren und eröffnete 1905 das erste Djeva Ateliers in Villeurbanne bei Lyon. 1908 gründete er eine Fabrik im Kanton Arudy in den Pyrenäen. Neben Djeva arbeiten eine Fabrik in der Schweiz, eine in Frankreich und eine in Japan nach diesem System. 1914 baute er eine neue Fabrik Industrie de pierres scientifiques Hrand Djevahirdjian in Monthey, wo er zunächst überschüssigen Wasserstoff der lokalen chemischen Industrie (Ciba-Geigy) nutzen konnte. Später erzeugte er das Knallgas selbst durch Elektrolyse. Seine synthetischen Steine dienten der Uhrmacherei als Ersatz für echte Rubine. 1924 ändert er die Firma in eine Aktiengesellschaft um, deren Verwaltungsrat er vorstand. Ab 1934 wurde er von seinem Neffen, dem Chemieingenieur, Vahan Djevahirdjian (1905–1997), unterstützt, der nach seinem Tod die Nachfolge übernahm.
1960 lieferte Djeva die ersten Laserrubine in die USA.